# Ana Popović
Pour les articles homonymes, voir Popović.
 (août 2017).
Si vous disposez d'ouvrages ou d'articles de référence ou si vous connaissez des sites web de qualité traitant du thème abordé ici, merci de compléter l'article en donnant les références utiles à sa vérifiabilité et en les liant à la section « Notes et références ».
Ana Popović (en cyrillique serbe : Ана Поповић), née à Belgrade le 13 mai 1976, est une chanteuse et guitariste serbe de blues.

## Biographie

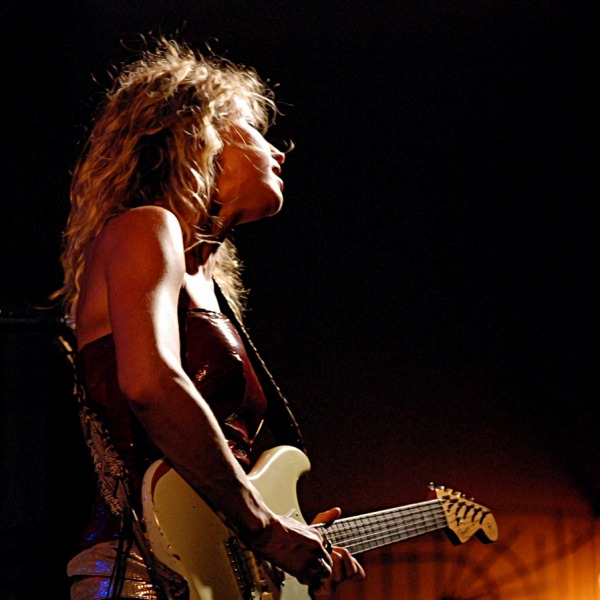
Ana Popović au 13e festival de jazz de Majorque.

Ana Popović est initiée très tôt au blues par son père grâce à une collection impressionnante de disques, ainsi que par des concerts dans la maison familiale.
Elle crée son premier groupe à l'âge de 19 ans. Pendant un an, elle joue à l'extérieur de la Yougoslavie, faisant les premières parties des concerts de stars du blues comme Junior Wells. En 1998, son groupe donne une centaine de concerts.
En 1999, Ana Popović déménage aux Pays-Bas pour étudier la guitare jazz. Elle devient un pilier de la scène du blues néerlandais et se produit également dans l'Allemagne voisine,.
A l'automne 2020, Ana Popovic annonce être atteinte d'un cancer du sein, dont elle finira par guérir après plusieurs chimiothérapies. Cette expérience lui servira d'inspiration pour son album Power.

## Discographie
- 1998 - Hometown (avec son premier groupe serbe, Hush)
- 2000 - Hush! (Ruf Records)
- 2003 - Comfort To The Soul (Ruf Records)
- 2005 - Ana! Live In Amsterdam - en public, également en DVD (Ruf Records)
- 2007 - Still Making History
- 2009 - Blind For Love
- 2010 - An Evening at Trasimeno Lake - DVD en public (festival juillet 2009)
- 2011 - Unconditional
- 2013 - Can You Stand The Heat
- 2015 - Blue Room, avec Milton Popović
- 2016 - Trilogy[11]
- 2018 - Like it on top
- 2020 - Live for Live
- 2023 - Power